# Merenye
Merenye egy község Baranya vármegyében, a Szigetvári járásban.

## Fekvése
Szigetvár vonzáskörzetében helyezkedik el, a város központjától mintegy 10 kilométerre nyugat-északnyugatra, közvetlenül Baranya és Somogy vármegye határán. Különálló településrésze Ceglédpuszta, mely a központjától északra, mintegy 3-3,5 kilométerre helyezkedik el.
A szomszédos települések: észak felől Somogyhatvan, északkelet felől Somogyapáti, kelet felől Patapoklosi, délkelet felől Tótszentgyörgy, dél felől Nemeske, délnyugat felől Nagydobsza, nyugat felől Kálmáncsa, északnyugat felől pedig Patosfa (utóbbi kettő már Somogy vármegyéhez tartozik).

### Megközelítése
Zsáktelepülés, közúton csak a 6-os főútról Nemeskénél észak felé letérve, a 66 116-os számú mellékúton érhető el. Ceglédpuszta irányába ugyanez az út már csak önkormányzati útként folytatódik tovább.

## Története
Merenye valószínűleg az Árpád-kor óta lakott hely lehetett, nevét az oklevelek 1192-ben már említették. 1417-ben a budai káptalan birtokának írták, később a Batthyány, a gróf Széchenyi család, majd Festetics Imre volt birtokosa. Az 1571 évi adólajstrom nevét Merene alakban írta. Merenyét a 17. század végére a környék legnagyobb lélekszámú községeként tartották számon.
Az 1950-es megyerendezéssel a korábban a Somogy vármegyéhez tartozó települést a Szigetvári járás részeként Baranyához csatolták.

## Közélete

### Polgármesterei
- 1990–1994: Horváth József (SZDSZ)[3]
- 1994–1998: Horváth József (független)[4]
- 1998–2002: Horváth József (független)[5]
- 2002–2006: Horváth József (független)[6]
- 2006–2010: Horváth József (független)[7]
- 2010–2014: Verkman István (független)[8]
- 2014–2019: Verkman István (független)[9]
- 2019–2020: Verkman István (független)[10]
- 2020–2024: Regős György (független)[11]
- 2024– : Regős György (független)[1]

A településen 2020. október 18-án időközi polgármester-választást (és képviselő-testületi választást) kellett tartani, mert a képviselő-testület 2020. július 19-én feloszlatta magát.

## Népesség
A település népességének változása:
| Lakosok száma | 271  | 268  | 249  | 245  | 233  | 245  | 245  | 234  |
|               | 2013 | 2014 | 2015 | 2019 | 2021 | 2022 | 2023 | 2024 |

A 2011-es népszámlálás során a lakosok 72,6%-a magyarnak, 1,9% cigánynak, 0,4% horvátnak, 1,5% németnek mondta magát (26,6% nem nyilatkozott; a kettős identitások miatt a végösszeg nagyobb lehet 100%-nál). A vallási megoszlás a következő volt: római katolikus 38,4%, református 16,3%, felekezeten kívüli 8,4% (36,9% nem nyilatkozott).
2022-ben a lakosság 81,2%-a vallotta magát magyarnak, 5,7% cigánynak, 5,3% németnek, 0,2% románnak, 6,9% egyéb, nem hazai nemzetiségűnek (12,7% nem nyilatkozott; a kettős identitások miatt a végösszeg nagyobb lehet 100%-nál). Vallásuk szerint 12,7% volt római katolikus, 11,4% református, 0,8% egyéb keresztény, 2% egyéb katolikus, 11,4% felekezeten kívüli (61,6% nem válaszolt).

## Nevezetességei
- Református temploma részben 1781-ben épült.
- Horgásztó

## Gazdasága
A '60-as években egy völgyzáró gát építésével egy 212 katasztrális hold területű víztározót létesítettek a Gyöngyösön, öntözési célokra. Eredeti térfogata 3 200 000 köbméter, átlagos mélysége 2,6 méter.
Jelenleg csak halastóként használatos.